# Sei mesi e un anno
Sei mesi e un anno (余命一年の僕が、余命半年の君と出会った話?, Yomei Ichinen no Boku ga, Yomei Hantoshi no Kimi to Deatta Hanashi) è un film del 2024 diretto da Takahiro Miki.
Pellicola drammatica-sentimentale giapponese tratta dal romanzo Yomei Ichinen no Boku ga, Yomei Hantoshi no Kimi to Deatta Hanashi di Aoi Morita che tratta dell'incontro tra due diciassettenni, entrambi colpiti da malattie che ne definiscono un'aspettativa di vita molto limitata.

## Trama
Il diciassettenne Akihito, scoperto di avere un tumore al cuore che gli lascia un anno di vita, è sfiorato dall'idea del suicidio ma poi viene attirato dalla visione di una ragazza intenta a disegnare. Haruna, anche lei diciassettenne, è malata da sempre e svela di avere al massimo sei mesi di vita, ma pare vivere la cosa con serenità, sorprendendo Akihito.
Il ragazzo, senza mai svelare la sua patologia, prende così a frequentare Haruna che sembra molto sola e desiderosa di rapportarsi con coetanei.
Le visite settimanali con fiori (gerbere) diventano giornaliere quando Akihito scopre di avere un'attrazione particolare per la ragazza. La madre di questa, caposala nello stesso reparto in cui è ricoverata la figlia, contenta dell'amicizia di Akihito, svela a questi che la figlia è oppressa anche dal senso di colpa di aver causato la morte del padre in un incidente stradale, distratto da un malore che lei aveva avuto mentre lui la accompagnava al mare.
Akihito diventa quindi in breve l'unica fonte di sollievo e felicità per Haruna al quale, anche in segno di riconoscenza ma soprattutto come una sorta di sua rivincita, augura di vivere il più a lungo possibile. Lui si sente in difetto nel non dirle tutta la verità, ma prosegue così nell'intento di non dispiacerla.
Quando il ragazzo ha una crisi e deve essere ricoverato in ospedale, smette di visitare Haruna e anche di mandarle messaggi. Lei si preoccupa ma poi al suo ritorno viene rassicurata anche se immagina che lui abbia una ragazza e non possa frequentarla più di tanto.
Haruna peggiora e Akihito si fa coraggio e trascina Ayaka, la grande amica della ragazza con la quale aveva perso contatti, ad incontrarla. Le due sciolgono le vecchie incomprensioni e tornano amiche più di prima. Akihito ricostruisce poi i fatti spiegando ad Ayaka che quando l'amica ruppe bruscamente i rapporti con lei, lo fece certamente per "liberarla", sentendo di essere diventata di peso per i suoi continui malesseri e ricoveri.
Invitata da Ayaka ad assistere alla rappresentazione del festival di fine anno del suo liceo, con l'aiuto di Akihito e il permesso della madre, Haruna vive un pomeriggio speciale, finalmente fuori dall'ospedale. Tornata, va incontro ad una crisi smettendo di soffrire pochi giorni dopo.
Akihito a questo punto acconsente ad operarsi per cercare di vivere più a lungo. In precedenza aveva rifiutato perché si sarebbe dovuto assentare per mesi da Haruna, ma ora può accontentare i suoi familiari e concedersi del tempo.
Akihito in effetti, grazie a questo intervento, sopravviverà altri tre anni oltre a quello che gli era stato preventivato. In questo tempo riprenderà a frequentare i corsi di arte e l'amica Ayaka, grazie alla quale scoprirà un messaggio segreto di Haruna, legato al suo ultimo disegno, in cui si svela che la ragazza aveva saputo del suo destino infausto avendolo visto ricoverato in ospedale, ma che comunque proseguì fingendo di non sapere niente, apprezzando ancora di più gli sforzi di Akihito per lei. Inoltre conosceva il linguaggio dei fiori e aveva colto il messaggio nascosto nel mazzo di sei gerbere che lui le aveva dato in un'occasione (="sono pazzo di te") e quindi il disegno lasciato a lui non a caso contiene tre gerbere (="ti amo"). Una dichiarazione postuma e segreta che scalda il cuore del ragazzo che in cuor suo comunque sapeva già la verità.

## Accoglienza
Il film è stato accolto in maniera generalmente positiva, restando chiaro che lo spettatore deve essere consapevole di trovarsi di fronte ad un dramma romantico strappalacrime, assimilabile a pellicole di successo come Io prima di te.